# بيرتل نيلسون
بيرتل نيلسون (بالسويدية: Bertil Nilsson)‏ (16 يناير 1936 بالسويد - ) هو لاعب كرة قدم سويدي في مركز الوسط. شارك مع منتخب السويد لكرة القدم. أما مع النوادي، فقد لعب مع نادي مالمو وLunds BK ‏ وIS Halmia ‏ وGislaveds IS ‏ ونادي لاندسكرونا ‏.

## وصلات خارجية
- بيرتل نيلسون على موقع اتحاد السويد (السويدية)
- بيرتل نيلسون على موقع قاعدة بيانات كرة القدم.إي يو (الإنجليزية)